# Borneo Bulletin
Das Borneo Bulletin ist eine englischsprachige Tageszeitung in Brunei. Es wird von der Brunei Press veröffentlicht, die auch die malaysischsprachige Tageszeitung  Media Permata veröffentlicht. Das Bulletin erscheint in einer Auflage von 20.000 Exemplaren an Werktagen und 25.000 Exemplaren am Samstag und Sonntag. Das Borneo Bulletin ist die Informationsquelle für lokale, regionale und ausländische Nachrichten und Wirtschaftsinformationen in Brunei. Es gibt ausführliche Berichte über die Aktienmärkte aus Singapur, Kuala Lumpur und lokale Börsen. Die Zeitung bringt auch Berichte zu den Themen Sport und Freizeit.

## Geschichte
Die Zeitung wurde erstmals 1953 als eine wöchentliche Nachrichtenquelle für Expatriates in Brunei veröffentlicht. Ihre Gründer waren die Engländer William Frederick Runagall und Geoffrey Weir Kerr. Runagall gab seinen Verlag in Singapur (The Craftsman Press) auf, um die Brunei Press in Kuala Belait, Brunei zu gründen. Kerr war damals der Informationsdirektor der Shell Oil Company in Seria, Brunei. Das Borneo Bulletin bestand aus 12 Seiten und hatte eine Auflage von 3500 Exemplaren. 1959, wurde die Zeitung an die Straits Times aus Singapur verkauft.  Die Zeitung wurde über die Jahre hin ausgeweitet und hatte dann 40 Seiten an Nachrichten und Anzeigen. Sie erschien am Freitag.
1985 übernahm Bruneis erst Aktiengesellschaft QAF Teile der Aktien von Brunei Press von der Straits Times. Im September 1990 erwarb QAF alle Anteile und das Borneo Bulletin wurde eine Tageszeitung (Montag bis Samstag). 1991 wurde eine Sonntagsausgabe eingeführt.
Mitte der 90er Jahre wurde eine Onlineausgabe der Zeitung gegründet.

## Inhalt
Es gibt sieben Themenbereiche in der Zeitung: Lokalnachrichten, Nachrichten aus Borneo, Regionalnachrichten, Weltnachrichten, Wirtschaftsnachrichten, Anzeigen und Sport. Mit Ausnahme der Lokalnachrichten und einiger Nachrichten aus Borneo werden die meisten anderen Nachrichten mit von internationalen Nachrichtenagenturen übernommen. Es gibt gelegentlich Analysen und Sonderberichte zu einer Vielzahl von Themen, die von ausländischen Nachrichtenagenturen übernommen werden. Die Zeitung führt eine Selbstzensur durch, um Konflikte mit der Regierung Bruneis zu vermeiden.
In den Leserbriefen finden sich jedoch kritische Anmerkungen zur Regierungspolitik zu bestimmten sozialen, wirtschaftlichen Themen oder Umweltthemen. Gelegentlich äußert sich die Regierung zu Themen, die soziale Probleme oder Umweltthemen betreffen.

## Borneo Bulletin Online
Das 1995 gestartete Borneo Bulletin Online ist kostenlos und gibt Zugang zu allen Themenbereichen und Artikeln der Druckausgabe.